# Кшиштоф Валенчик
Кшиштоф Валенчик (пол. Krzysztof Walencik; нар. 26 лютого 1965, Сохачев, Сохачевський повіт, Мазовецьке воєводство) — польський борець вільного стилю, бронзовий призер чемпіонату Європи, учасник Олімпійських ігор.

## Життєпис
Боротьбою почав займатися з 1981 року.
Виступав за спортивний клуби «MLKS Mazowsze» Тересін, «WKS Gwardia» Варшава, «GKS Tychy», «GKS Czeczot Wola». Тренери: Віктор Врублевський (перший тренер), Вітольд Чемеж, Лешек Чіота, Даріуш Цвіковський, Ян Валковяк.
Чемпіон Польщі (1989, 1990, 1992, 1993, 1994, 1996), віцечемпіон країни (1991), бронзовий призер Чемпіонату Польщі (1987).
Після завершення кар'єри борця тренер «GKS Czeczot Wola» (1992-1994), член правління «LKS Mazowsze» Тересін. Нагороджений бронзовою медаллю «За особливі спортивні досягнення».

## Спортивні результати на міжнародних змаганнях

### Виступи на Олімпіадах
| Змагання                    | Збірна | Вагова категорія          | Місце |
| --------------------------- | ------ | ------------------------- | ----- |
| Літні Олімпійські ігри 1992 | Польща | вільна боротьба, до 74 кг | 5     |

### Виступи на Чемпіонатах світу
| Змагання                        | Збірна | Вагова категорія          | Місце |
| ------------------------------- | ------ | ------------------------- | ----- |
| Чемпіонат світу з боротьби 1989 | Польща | вільна боротьба, до 74 кг | 5     |
| Чемпіонат світу з боротьби 1990 | Польща | вільна боротьба, до 74 кг | 9     |
| Чемпіонат світу з боротьби 1991 | Польща | вільна боротьба, до 74 кг | 14    |
| Чемпіонат світу з боротьби 1994 | Польща | вільна боротьба, до 74 кг | 11    |
| Чемпіонат світу з боротьби 1995 | Польща | вільна боротьба, до 74 кг | 21    |

### Виступи на Чемпіонатах Європи
| Змагання                         | Збірна | Вагова категорія          | Місце  |
| -------------------------------- | ------ | ------------------------- | ------ |
| Чемпіонат Європи з боротьби 1988 | Польща | вільна боротьба, до 74 кг | 8      |
| Чемпіонат Європи з боротьби 1989 | Польща | вільна боротьба, до 74 кг | 4      |
| Чемпіонат Європи з боротьби 1990 | Польща | вільна боротьба, до 74 кг | 6      |
| Чемпіонат Європи з боротьби 1992 | Польща | вільна боротьба, до 74 кг | Бронза |
| Чемпіонат Європи з боротьби 1993 | Польща | вільна боротьба, до 74 кг | 10     |
| Чемпіонат Європи з боротьби 1994 | Польща | вільна боротьба, до 74 кг | 6      |
| Чемпіонат Європи з боротьби 1995 | Польща | вільна боротьба, до 74 кг | 12     |
| Чемпіонат Європи з боротьби 1996 | Польща | вільна боротьба, до 74 кг | 9      |

### Виступи на інших змаганнях
| Змагання                           | Збірна | Вагова категорія          | Місце  |
| ---------------------------------- | ------ | ------------------------- | ------ |
| Гран-прі Німеччини з боротьби 1989 | Польща | вільна боротьба, до 74 кг | 15     |
| Гран-прі Німеччини з боротьби 1990 | Польща | вільна боротьба, до 74 кг | Бронза |
| Гран-прі Німеччини з боротьби 1993 | Польща | вільна боротьба, до 74 кг | 6      |
| Турнір Олександра Медведя 1995     | Польща | вільна боротьба, до 74 кг | 4      |